# Кембриџ (Вермонт)
Кембриџ (енгл. Cambridge) град је у америчкој савезној држави Вермонт.

## Демографија
По попису из 2010. године број становника је 236, што је 1 (0,4%) становника више него 2000. године.
| Група             | 2000.       | 2010.       |
| Белци             | 221 (94,0%) | 225 (95,3%) |
| Афроамериканци    | 2 (0,9%)    | 1 (0,4%)    |
| Азијати           | 0 (0,0%)    | 0 (0,0%)    |
| Хиспаноамериканци | 0 (0,0%)    | 0 (0,0%)    |
| Укупно            | 235         | 236         |